# Inmigración croata en Paraguay
Los croatas comenzaron a emigrar a Paraguay a mediados del siglo XIX, aunque en reducido número si se lo compara con la inmigración hacia otros países como Chile.
La inmigración hacia Paraguay no fue masiva, sin embargo, el mayor arribo de inmigrantes croatas se sitúa en el periodo de la Primera Guerra Mundial, siendo la mayoría campesinos católicos procedentes de la región de Dalmacia.
De acuerdo al estudio estadístico, basándose en apellidos de origen croata denominado "Situación actual y proyecciones del desarrollo futuro de la población de origen croata en el Paraguay" residen 41.502 descendientes croatas en todo el territorio de Paraguay, de los cuales al menos 27.000 personas aún conservan al menos un apellido de origen croata en sus nombres (a diciembre de 2022). Dicho reporte fue publicado el día 14 de diciembre del 2022 en la ciudad de Zagreb, en el marco de la actividad "Puertas abiertas" del Instituto científico croata IMIN (Instituto de Migración y Estudios Étnicos), el Reporte con enfoque estadístico y datos históricos de la emigración croata, fue publicado con el aval del Instituto científico - Instituto de migración y estudios étnicos (IMIN) de Zagreb.

## Presencia croata en Paraguay

### Antecedentes
Hasta la última década del siglo XIX, la presencia croata en la región del Río de la Plata eran casi exclusivamente la de los marineros dálmatas que integraban las tripulaciones de los barcos españoles. Estos recalaron en Sudamérica motivados por las noticias favorables del Nuevo Mundo y con el anhelo de "hacer las Américas".[cita requerida]
Su número, empero, era muy reducido y sólo se conocen algunos nombres de este grupo.

### ElRey croatadel Paraguay
El otro grupo de croatas que se dirigieron hasta esa parte del mundo, estuvo constituido por los miembros de las diferentes órdenes religiosas (sobre todo de la Compañía de Jesús). A diferencia de los anteriores, ellos no estaban motivados por las oportunidades de enriquecerse, sino por la misión de predicar la fe católica entre los aborígenes guaraníes.
El primer personaje notable de la emigración croata en el país rioplatense fue un jesuita del siglo XVIII, Nikola Plantić, de Zagreb, quien llegó a la Universidad de Córdoba, Argentina, donde daba clases de lógica.
Se decía que Plantić fue coronado como el «Rey del Paraguay», no obstante, se tratan de leyendas carentes de bases históricas. Si bien es cierto que los jesuitas establecieron una suerte de estado autónomo de las misiones guaraníes en el territorio del Paraguay actual, según las investigaciones Plantić nunca puso un pie allí.
Sin embargo, la leyenda del «Rey croata del Paraguay» se volvió muy popular entre los croatas de Sudamérica.

### Luego de la Guerra de la Triple Alianza
Aunque en los primeros años de vida independiente, el Dr. Gaspar Rodríguez de Francia, Dictador Perpetuo de la República, impuso un severo régimen administrativo, que se tradujo en el cierre de las fronteras y el aislamiento del país; años más tarde, esta política tuvo que ser desechada, debido al desastre demográfico que representó la Guerra Grande (1865-1870).
Gracias a una política inmigratoria liberal en un principio, a fines del siglo XIX, e inicios del XX el Paraguay logró atraer a muchos inmigrantes europeos, en su mayoría franceses, españoles, alemanes, italianos y suizos).  También llegaron otros grupos minoritarios: austriacos, suecos, daneses, belgas, australianos, croatas, polacos y rusos.
En líneas generales, la inmigración croata fue individual, como también lo fueron las demás corrientes originadas en los Balcanes. Así por ejemplo, a fines del siglo XIX, en el puerto de Concepción se registró el ingreso de ciudadanos griegos, dálmatas, croatas, servios, albanos, kosovares, montenegrinos, cretenses y macedonios.

### La Unión Slava de Socorros Mutuos
Ante la necesidad de una entidad que los aglutine, los croatas residentes en Asunción resolvieron crear la Sociedad “Union Slava” de Socorros Mutuos. Su fundación fue realizada 4 de agosto de 1889, con el objetivo de establecer un fondo común para socorrer a sus socios donde también estaban inmigrantes de otros pueblos, no solamente croatas propiamente dichos.
Paralelamente, en 1925 fue creado un consulado paraguayo en la ciudad de Split, en la entonces Yugoslavia.

## Años recientes

### Asociación Paraguaya de Croatas

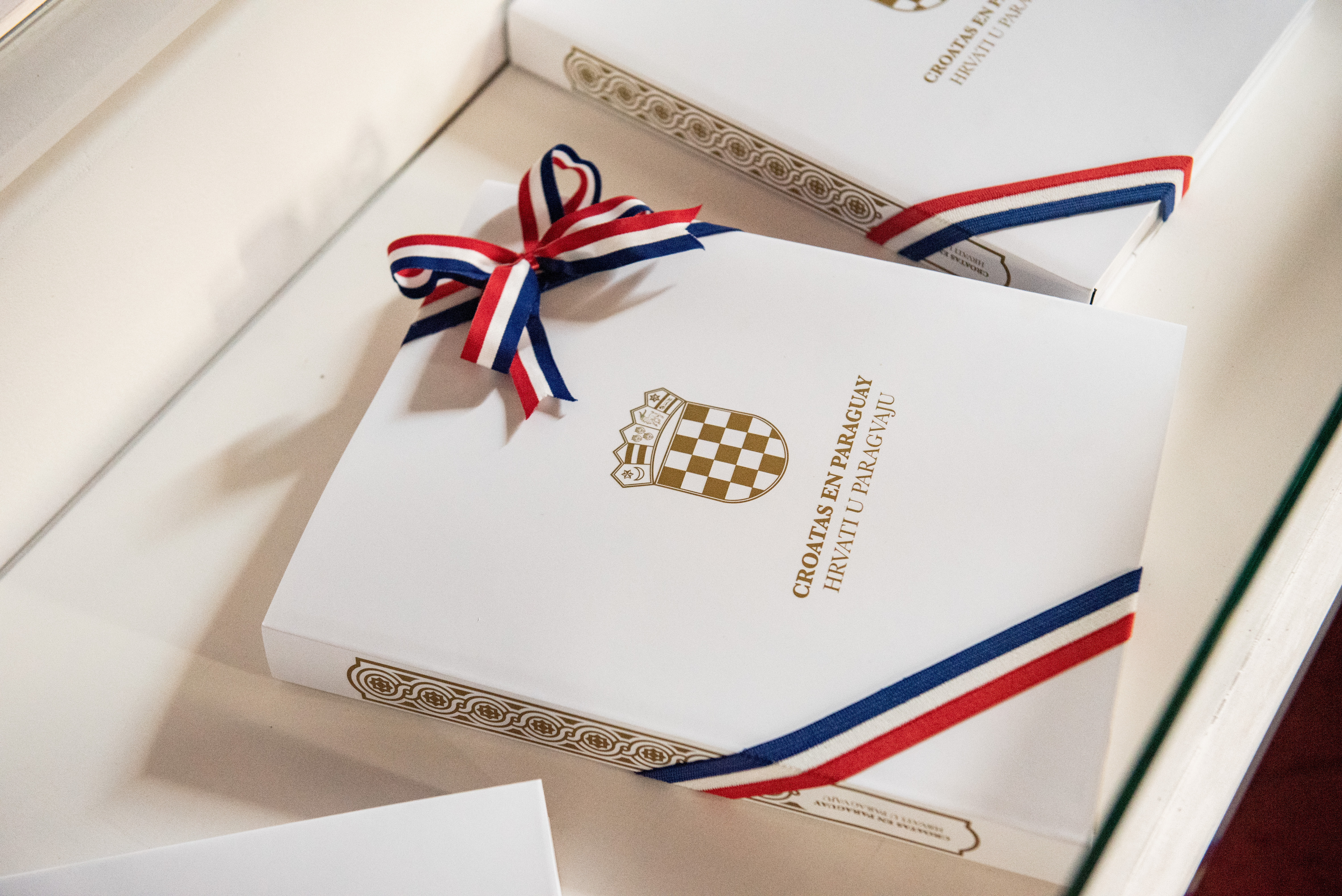
Libro "Croatas en Paraguay" Publicado en 2022 por la Asociación Paraguaya de Croatas

En el mes de agosto de 2015, por medio de las redes sociales, fueron convocadas las inscripciones para las clases de idioma y cultura croata en Paraguay, que quedaron en suspenso luego de que la hermana Slava Vedrina dejara de enseñar el idioma entre los descendientes croatas en la década de los años 90s. Debido al éxito que alcanzaron dichas clases, rápidamente algunos miembros de esta colectividad, idearon una manera para fortalecer la unión de los descendientes croatas en Paraguay.

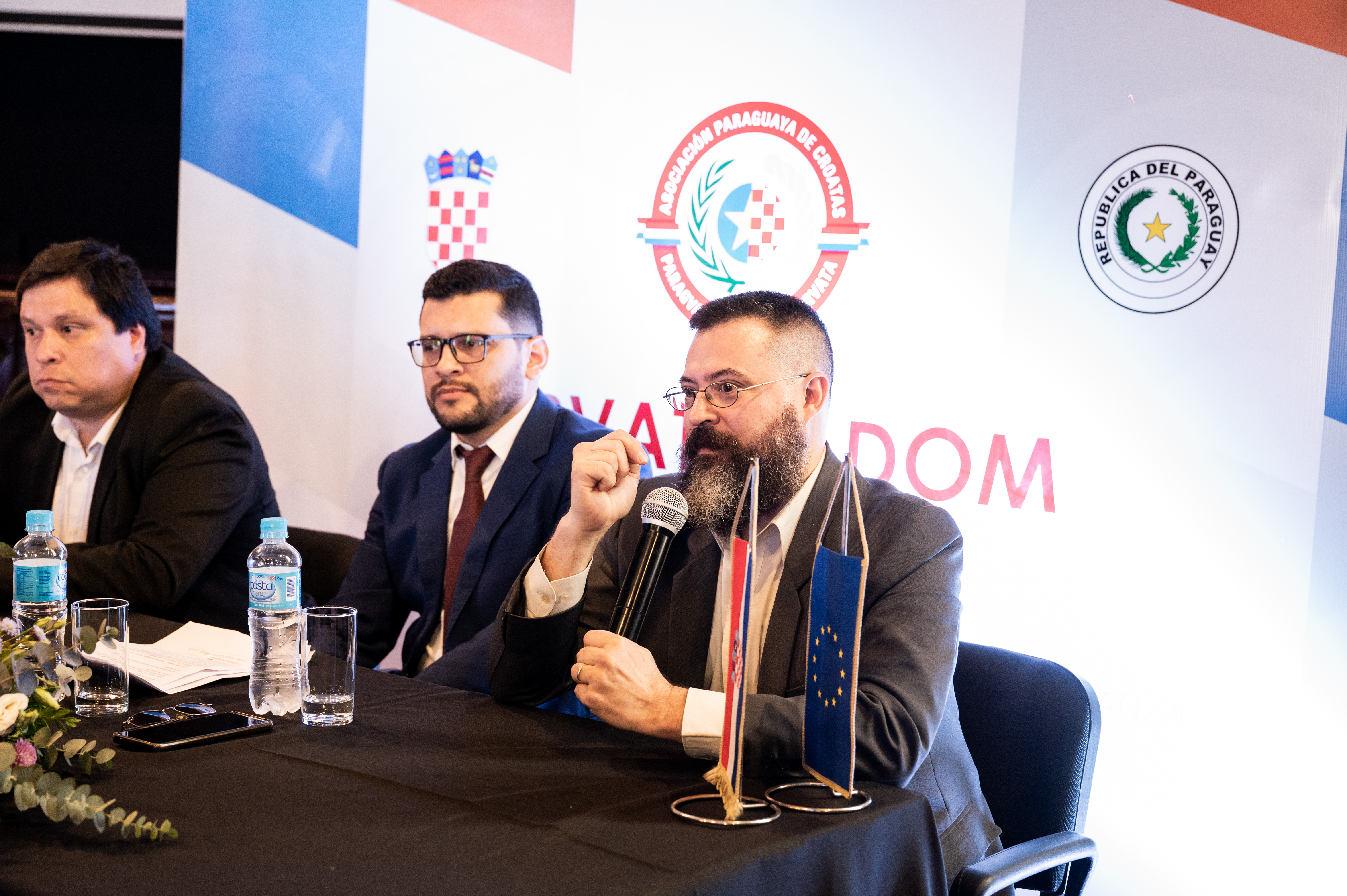
Presentación del libro "Croatas en Paraguay" en el Archivo Nacional de Asunción, República del Paraguay. 2022.

Después fue fundada por varios descendientes croatas la Asociación Paraguaya de Croatas – Paragvajska Udruga Hrvata, el 17 de octubre de 2015, siendo electo como presidente, el Sr. Hugo Estigarribia.
A partir de la fundación se iniciaron una serie de actividades para los miembros de la Asociación, que si bien no aglutina a toda la colectividad de descendientes croatas de Paraguay, los socios que existen cuentan con ganas de conocer el idioma y la cultura de sus ancestros, por lo que se realizan reuniones de integración, y, hasta el tradicional y conmemorativo encuentro de fin de año.
La Asociación Paraguaya de Croatas fue la única organización que desde su fundación hasta la actualidad brinda clases de idioma y cultura croata, desarrolla clases de gastronomía, canto y danza croata, creó el primer parque República de Croacia en el Paraguay ubicado en el Parque Ñu Guasú.Así también en el año 2022 la Asociación Paraguaya de Croatas lanza el primer libro sobre los inmigrantes y sus descendientes, "Croatas en Paraguay, Hrvati iz Paragvaja" un libro que recopila la historia de los croatas, los apellidos de origen croata en el Paraguay, personas destacadas, el aporte de los croatas al Paraguay, los croatas en la Guerra del Chaco y más de 60 historias familiares con imágenes inéditas.
De acuerdo al estudio estadístico con base en apellidos de origen croata denominado "Situación actual y proyecciones del desarrollo futuro de la población de origen croata en el Paraguay" residen 41.502 descendientes croatas en todo el territorio de Paraguay. Dicho reporte fue publicado el día 14 de diciembre del 2022 en la ciudad de Zagreb, en el marco de la actividad "Puertas abiertas" del Instituto científico croata IMIN (Instituto de Migración y Estudios Étnicos), el Reporte con enfoque estadístico y datos históricos de la emigración croata, fue publicado con el aval del Instituto científico - Instituto de migración y estudios étnicos (IMIN) de Zagreb.

### Acción solidaria
Durante la guerra de Independencia Croata se crearon fuertes vínculos entre autoridades y personalidades de ambos países, lo cual permitió a la Primera Asociación de Croatas y Descendientes en el Paraguay, cuyo presidente fue el coronel Hugo Soljancic el envío de ayuda humanitaria como medicamentos, ropas, enseres, entre otras, a las víctimas del conflicto bélico. Cabe resaltar que esta Asociación, que fue la primera Asociación de descendientes croatas en Paraguay se llamó a un periodo de duelo y reposo de actividades oficiales a causa del fallecimiento de su Presidente, el Coronel Soljancic; sin embargo, sus hijos y los socios de dicha primera Asociación continuaron realizando acciones humanitarias en nombre de los croatas.
Siguiendo el ejemplo de la Primera Asociación de Croatas en el Paraguay, a principios del 1996, la segunda Asociación Paraguaya de Croatas, en una de sus primeras actividades, convocó a una colecta a total beneficio de las víctimas por las inundaciones provocadas por el fenómeno El Niño.

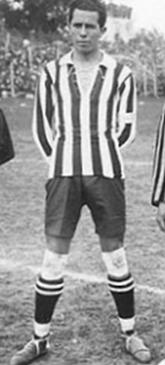
Manuel Fleitas Solich (1901-1984). Fue jugador de Nacional y del Boca Juniors. Como técnico dirigió a la Selección paraguaya, al Flamengo y al Real Madrid.